# Барвел (Небраска)
Барвел (енгл. Burwell) град је у америчкој савезној држави Небраска.

## Демографија
По попису из 2010. године број становника је 1.210, што је 80 (7,1%) становника више него 2000. године.
| Група             | 2000.         | 2010.         |
| Белци             | 1.104 (97,7%) | 1.193 (98,6%) |
| Афроамериканци    | 0 (0,0%)      | 3 (0,2%)      |
| Азијати           | 0 (0,0%)      | 0 (0,0%)      |
| Хиспаноамериканци | 14 (1,2%)     | 11 (0,9%)     |
| Укупно            | 1.130         | 1.210         |